# Flagman floty

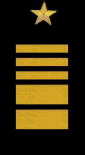
Oznaczenia stopnia flagmana floty I rangi

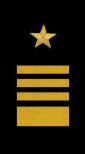
Oznaczenia stopnia flagmana floty II rangi

Flagman floty (ros. флагман флота) – najwyższy stopień wojskowy w radzieckiej Marynarce Wojennej, wprowadzony uchwałą Centralnego Komitetu Wykonawczego i Rady Komisarzy Ludowych ZSRR z 22 września 1935 roku. W 1940 roku w miejsce flagmana floty II rangi wprowadzono stopień admirała floty, a 3 marca 1955 roku w miejsce flagmana floty I rangi wprowadzono stopień admirała floty Związku Radzieckiego. 22 listopada 1935 roku, jako pierwsi, na stopień flagmana floty I rangi zostali mianowani: Władimir Orłow i Michaił Wiktorow. 
Stopień flagmana floty I rangi był równorzędny stopniowi komandarma I rangi w wojskach lądowych, komisarza armii I rangi w służbie politycznej RKKA oraz komisarzowi bezpieczeństwa państwowego I rangi i głównemu dyrektorowi milicji. Stopień flagmana floty II rangi był równorzędny stopniowi komandarma II rangi w ww.